# Средец (планина)
Средец или Деве Каран или Нестрик (изписване до 1945 година: Срѣдецъ; на гръцки: Καμήλα, Камила, старо Ντεβέ Καράν, Деве Каран, Νεστρίκι, на турски: Deve Karan, в превод Камилска земя) е ниска планина в Гърция, в областта Егейска Македония.

## Местоположение
Средец е дълго, разположено меридионално възвишение на границата на областните единици Кукуш на север и Солун на юг. На практика е югозападно разклонение на Богданската планина, което затваря Лъгадинското поле от север. На юг от нея е Дремиглава (Дримос), на запад Воловот (Неа Санда), на изток са Ново село (Крития), Чоколово (Перистери) и Кюлахли (Пиргото), на североизток Шереметлия (Фанари), а на северозапад Хамбаркьой (Мандрес) и Караджа Кадър (Камбанис).

## Описание
Планината е ниска с височина на едноименния най-висок връх 569 m. През планината минава реката Курудере.
На планината е имало наблюдателен пункт на гръцката армия по време на битката при Кукуш и Лахна срещу български части по време на Междусъюзническата война в 1913 година. През 1953 година на билото на планината е построен параклис „Св. св. Константин и Елена“ и е поставен 14-метров кръст. В планината има кариера.